# Tiempo de silencio
Pour plus de détails, voir Fiche technique et Distribution.
Tiempo de silencio est un film espagnol réalisé par Vicente Aranda, sorti en 1986.

## Synopsis
À Madrid, dans l'Espagne franquiste des années 1940, Pedro Martín est un chercheur et médecin ambitieux. Doté de peu de crédits pour acheter des animaux de laboratoire, il décide de passer par des réseaux parallèles.

## Fiche technique
- Titre : Tiempo de silencio
- Réalisation : Vicente Aranda
- Scénario : Vicente Aranda et Antonio Rabinad d'après le roman de Luis Martín Santos
- Photographie : Juan Amorós
- Montage : Teresa Font
- Production : Francisco Lara Polop
- Société de production : Lolafilms, Morgana Films et Televisión Española
- Pays :  Espagne
- Genre : Drame
- Durée : 111 minutes
- Dates de sortie : 
  -  Espagne : 13 mars 1986

## Distribution
- Imanol Arias : Dr. Pedro Martín
- Victoria Abril : Dorita
- Charo López : Charo / la mère de Matías
- Francisco Rabal : Muecas
- Joaquín Hinojosa : Cartucho
- Juan Echanove : Matías
- Francisco Algora : Amador
- Diana Peñalver : Florita
- Queta Claver : Mme. Luisa
- Margarita Calahorra : Ricarda

## Distinctions
Le film a été nommé au prix Goya de la meilleure actrice pour Victoria Abril.